# 주의주의
주의주의(主意主義,, 영어: voluntarism) 또는 의지주의(意志主義), 주의설(主意說)은 주지주의(主知主義)에 대립하여 의지가 지성(知性 :悟性)보다 우위에 있다고 생각하는 철학상의 입장이다. 관념론 철학의 세계관으로서, 의지라는 정신적 작용이 세계의 근본적인 원리이며 이것으로 세계가 만들어지고 온갖 것이 나타난다는 견해이다. 이 견해에는 의지를 비합리적·맹목적으로 발동한다고 보는 것과 의지는 일정한 목적 아래 세계에 질서를 부여한다고 보는 두 견해가 있다. 또한 주의주의는 심리학의 경우 의지가 심리 과정 전체를 움직이게 하는 본원이라고 보는 입장이기도 하다.  스토아학파, 아우구스티누스 등에 의해 주장되었고 칸트의 '실천이성 우위'에서 강조되었으며, 피히테ㆍ니체 등도 이 입장에 속하는 학자다.

## 정의
철학에서는 의지를 존재의 본질이라고 보는 입장을, 심리학에서는 의지를 심적 생활의 근본 기능으로 보는 견해를, 윤리학에서는 의지가 양심이나 이성을 초월하여 모든 윤리적 과제의 중심이라고 여기는 견해를, 신학에서는 의지를 모든 종교 활동의 근원으로 보는 입장을 말한다. 사회학적 관점에서는 개인적 목적, 선택, 결정이 사회적 행위에서 결정적 요소라고 보는 견해이다.

## 형이상적 주의주의
데카르트도 인간의 지성은 유한(有限)한 것이지만 의지는 신(神)의 경우와 마찬가지로 무한이라고 하는 점에서 주의주의 계열에 속한다. 예를 들면 의지가 세계나 세계 안의 여러 현상의 본질이며 본체라고 보는 A.쇼펜하우어는 형이상학적 주의주의의 대표자이며, 의지를 인간의 마음의 근본기능으로 보고 의식이나 감정도 모두 의지에 입각한다고 생각하는 W.M.분트는 심리학적 주의주의의 대표자이다. 형이상학적 주의주의의 주창자는 19세기 독일 철학자 쇼펜하우어이다. 그의 견해에서 의지는 추론하는 것이 아니라, 비이성적이며, 무의식적인 충동이며, 지성은 부차적인 현상을 나타낸다. 의지는 실질적으로 실재의 근저에서 힘이다. 이러한 생각은 후에 니체, 하르트만, 프로이트에게 영향을 주었다.
또한 W.빈델반트와 같이 판단의 긍정, 긍정을 하는 의지를 인식작용의 근원에 두는 입장은 인식론적 주의주의라고 부를 수 있고, 총체적으로 보아 인식이나 사고(思考)가 생활 의지에 입각하여 전개된다고 보는 프래그머티즘의 입장도 주의주의의 하나라고 할 수 있다.

## 신학적 주의주의
둔스 스코투스와 오컴의 윌리엄에 따르면 주의주의는 일반적으로 신성의 뜻과 인간의 자유에 대한 철학적 강조를 하기 위한 것이다. 이를테면 스코투스는 도덕성은 하나님의 지식이나 명철이 아닌 하나님의 뜻과 선택에서 비롯된다고 주장하였다. 이에 따라 하나님은 전능하므로 행위는 추론을 통해 궁극적으로 합리화되거나 설명되어서는 안 되고 그럴 수도 없다고 정의된다. 다시말하면 신은 이성을 통해 궁극적으로 합리화되거나 설명될 수 없는 전지전능한 존재로 정의된다고 한다. 따라서 주의주의는 일반적으로 토마스 아퀴나스가 옹호한 주지주의와 대조된다

### 대표적 인물들
교부철학자 아우구스티누스는 인간의 의지와 이성을 설명하면서, 경험적 그리고 심리적 의미에서 의지를 우선시하였다. 이는 인간의 자유 의지 측면을 강조한 것으로, 그는 중세철학에서 신학적 주의주의적 입장을 가진 것으로 여겨진다. 중세 후기의 경우에는 안셀무스(Anselm of Canterbury), 윌리엄 오컴(William of Ockham), 둔스 스코투스(Duns Scotus) 등이 이러한 입장을 견지했던 것으로 알려져 있다.
현대 영미철학에서는 필립 퀸(Phillip Quinn), 마크 머피(Mark Murphy) 등과 같은 학자들이 신학적 주의주의에 대한 다양한 해석을 제시하였다. 퀸은 신학적 주의주의에 대한 온건한 해석을 제시하였는데, 그에 의하면 도덕적인 의무는 특정한 행위를 바라는 신의 의지보다는 도덕적인 의무가 발생하기를 바라는 신의 의지에 의존하는 것이다. 한편 머피는 퀸의 입장을 받아들이며, 이에 더해, 행위가 실행되기를 바라는 신의 의지를 구분하였으며 도덕적 의무는 신의 선행적 의지에도 의존한다고 제시하였다.

### 특징
신학적 주의주의는 규범적 관점 그리고 메타윤리학적 측면과 연관을 갖고 있다. 신의 명령에 따라 인간이 해야할 행위의 의무에 대해서 말하는 것은, 즉 신에게 복종해야 하는 규범적인 상태에 대해 말하는 입장은 '규범적 신학적 주의주의'(normative theological voluntarism)의 입장에 해당한다. 또한 '메타윤리학적 신학적 주의주의'(metaethical theological voluntarist)는 도덕의 개념이나 속성 등에 대해 말하며, 이를 신의 의지의 행위와 연관지어 설명하고자 한다. 이러한 입장은 규범적 상태, 혹은 의무가 있음에 대해 말하지 않는다.

## 참고 자료
- 이 문서에는 다음커뮤니케이션(현 카카오)에서 GFDL 또는 CC-SA 라이선스로 배포한 글로벌 세계대백과사전의 내용을 기초로 작성된 글이 포함되어 있습니다.

## 같이 보기
- 대승불교
- 감정주의
- 지성주의
- 소승불교